# Área metropolitana de Aguadilla-Isabela-San Sebastián
El área metropolitana de Aguadilla-Isabela-San Sebastián,  y oficialmente como Área Estadística Metropolitana de Aguadilla-Isabela-San Sebastián, PR MSA  por la Oficina de Administración y Presupuesto, es un Área Estadística Metropolitana centrada en los municipios de Aguadilla, Isabella
y San Sebastián en el Estado Libre Asociado de Puerto Rico. El área metropolitana tenía una población en el Censo de 2010 de 306.292 habitantes, convirtiéndola en la 2.º área metropolitana más poblada de Puerto Rico. El área Metropolitana de Aguadilla-Isabela-San Sebastián comprende ocho municipios.

## Composición del área Metropolitana
| Municipio                  | Población (2010) |
| -------------------------- | ---------------- |
| Aguadilla, Puerto Rico     | 60,949           |
| Isabela, Puerto Rico       | 45,631           |
| San Sebastián, Puerto Rico | 42,430           |
| Aguada, Puerto Rico        | 41,959           |
| Moca, Puerto Rico          | 40,109           |
| Lares, Puerto Rico         | 30,753           |
| Añasco, Puerto Rico        | 29,261           |
| Rincón, Puerto Rico        | 15,200           |